# 감사관 (캐나다)
캐나다 감사관(영어: Auditor General of Canada, 프랑스어: Vérificateur général du Canada)은 캐나다 연방 정부의 재무관리를 감독하는 역할을 맡는 직위이다. 감사관이 일하는 부처는 캐나다 연방 감사원(영어: Office of the Auditor General of Canada, 프랑스어: Bureau du vérificateur général du Canada)이라고 부른다. 감사관은 연방 정부의 운영에 대한 독립적인 회계감사를 실행하여서 재정적인 책임을 유지한다. 감사관은 하원에 보고한다. 연방 정부의 정책을 검토하고 그 정책의 해명을 요구하기 위해서 감사관이 실시한 회계감사 자료는 하원의원들에게 객관적인 정보를 제공한다.

## 역할
감사관은 내각이 결정, 상원과 하원에 승인, 그리고 추밀원에 있어서의 총독의 명령으로 재임명한 기회가 없이 임명하여 10년 동안 근무한다.

## 같이 보기
- 캐나다 의회